# Leo Baeck
Leo Baeck (Leszno, 23 maggio 1873 – Londra, 2 novembre 1956) è stato un rabbino, filosofo e educatore tedesco, leader ebreo progressivo.

## Biografia
Nato a Lissa (Leszno) (quando era tedesca, dentro la Provincia di Posen, ora in Polonia), figlio del Rabbino Samuel Baeck, iniziò la sua formazione presso il Seminario Teologico Ebraico di Breslavia nel 1894. Studiò inoltre filosofia a Berlino con Wilhelm Dilthey, e servì da rabbino a Oppeln, Düsseldorf, e Berlino, insegnando anche alla Hochschule für die Wissenschaft des Judentums (Istituto Superiore di Studi Ebraici). Nel 1905 Baeck pubblicò Das Wesen des Judentums (L'essenza del Giudaismo), quale risposta a L'essenza del Cristianesimo di Adolf von Harnack. Tale libro, che interpretava e valorizzava l'ebraismo attraverso un prisma di neo-Kantianismo moderato da esistenzialismo religioso, lo rese famoso sostenitore del popolo ebraico e della sua fede. Durante la prima guerra mondiale, Baeck fu cappellano nell'Esercito Imperiale Tedesco.

## Persecuzione nazista e deportazione
Nel 1933, dopo la presa di potere dei nazisti, Baeck operò per difendere la comunità ebraica come presidente del Reichsvertretung der Deutschen Juden, un'organizzazione che sovrintendeva alle altre istituzioni dell'ebraismo tedesco dal 1933 al 1938. Dopo che tale organizzazione fu sciolta durante i pogrom di novembre, i nazisti riunirono nuovamente i membri del consiglio sotto la responsabilità del Reichsvereinigung der Juden in Deutschland controllato dal governo. Leo Baeck presiedette tale organizzazione come suo presidente fino alla sua deportazione. Il 27 gennaio 1943, Baeck fu internato nel campo di concentramento di Theresienstadt.
Leo Baeck divenne "capo onorario" del Consiglio degli Anziani (Judenrat) a Theresienstadt. Come tale, fu protetto dai trasporti e con la sua lista di protezioni, poté salvare i suoi parenti dai trasporti, tra i quali sua nipote Ruth (n. 1925). Baeck divenne inoltre "prominente", il che significava che aveva una migliore sistemazione, miglior cibo e poteva ricevere la posta più frequentemente. Dava lezioni, era attivo nel dialogo interreligioso tra ebrei e cristiani di origine ebraica, lavorava nel settore di assistenza giovanile, che diresse dal novembre 1944, facendo amicizia anche con i kapo per ottenere miglior trattamento per i suoi co-internati. Dopo la liberazione presiedette al Consiglio degli Anziani; l'ultimo Anziano degli ebrei fu il comunista ceco Jiří Vogel. Le lezioni di Baeck aiutarono gli internati a trovar la forza di sopravvivere. Heinrich F. Liebrecht ebbe a dire che le lezioni di Baeck lo aiutarono a scoprire sorgenti di forza e la convinzione che la sua vita avesse uno scopo. "Da lì venne l'impulso di resistere veramente, e la convinzione che eravamo in grado di farlo."
Fino al momento della sua deportazione, molte istituzioni americane offrirono di aiutarlo a fuggire la guerra ed emigrare negli Stati Uniti. Leo Baeck si rifiutò di abbandonare la sua comunità e respinse tali offerte. Nonostante tutto riuscì a sopravvivere all'Olocausto, sebbene tre sue sorelle perissero nel ghetto.

## Vita e opere del dopoguerra
Dopo la guerra Baeck si trasferì a Londra, dove accettò la presidenza della North Western Reform Synagogue a Temple Fortune.  Insegnò allo Hebrew Union College negli Stati Uniti, e divenne infine presidente del World Union for Progressive Judaism. Durante questo periodo pubblicò la sua seconda opera importante, This People Israel (Questo popolo d'Israele), che aveva parzialmente scritto durante il suo imprigionamento nazista.
Nel 1955 fu creato l'Istituto Leo Baeck per lo studio della storia e cultura dell'ebraismo germanico e Baeck ne divenne il suo primo presidente internazionale. L'asteroide 100047 Leobaeck è chiamato così in suo onore, come anche il Collegio Leo Baeck di Londra.

### Opere in italiano
- I farisei. Un capitolo di storia ebraica, La Giuntina (2013)
- Il Vangelo: un documento ebraico, La Giuntina (2004)
- L'essenza dell'ebraismo, Marietti (1988)

## Istituzioni intitolate in suo onore
- Leo Baeck College - scuola rabbinica di Londra
- Leo Baeck Education Center - scuola media e superiore a Haifa, Israele
- Leo Baeck Centre for Progressive Judaism, Melbourne - Sinagoga e Centro Comunitario
- Leo Baeck Day School - Asilo e scuola elementare/media a Toronto, Ontario (Canada)
- Leo Baeck Old Age Home, Herbartstrasse, Berlino (Germania)
- Leo Baeck Institute, Gerusalemme, su leobaeck.org.
- Leo Baeck Institute, Londra, su leobaeck.co.uk.
- Leo Baeck Institute New York, su lbi.org.
- Fondazione Leo Baeck- foundazione sostenuta dalla Famiglia Baeck per commemorare il 50º anniversario dello yahrzeit di Leo Baeck: per promuovere la formazione di rabbini e il dialogo interreligioso.
- Leo Baeck Temple, congregazione riformata a Los Angeles, California

## Collegamenti esterni

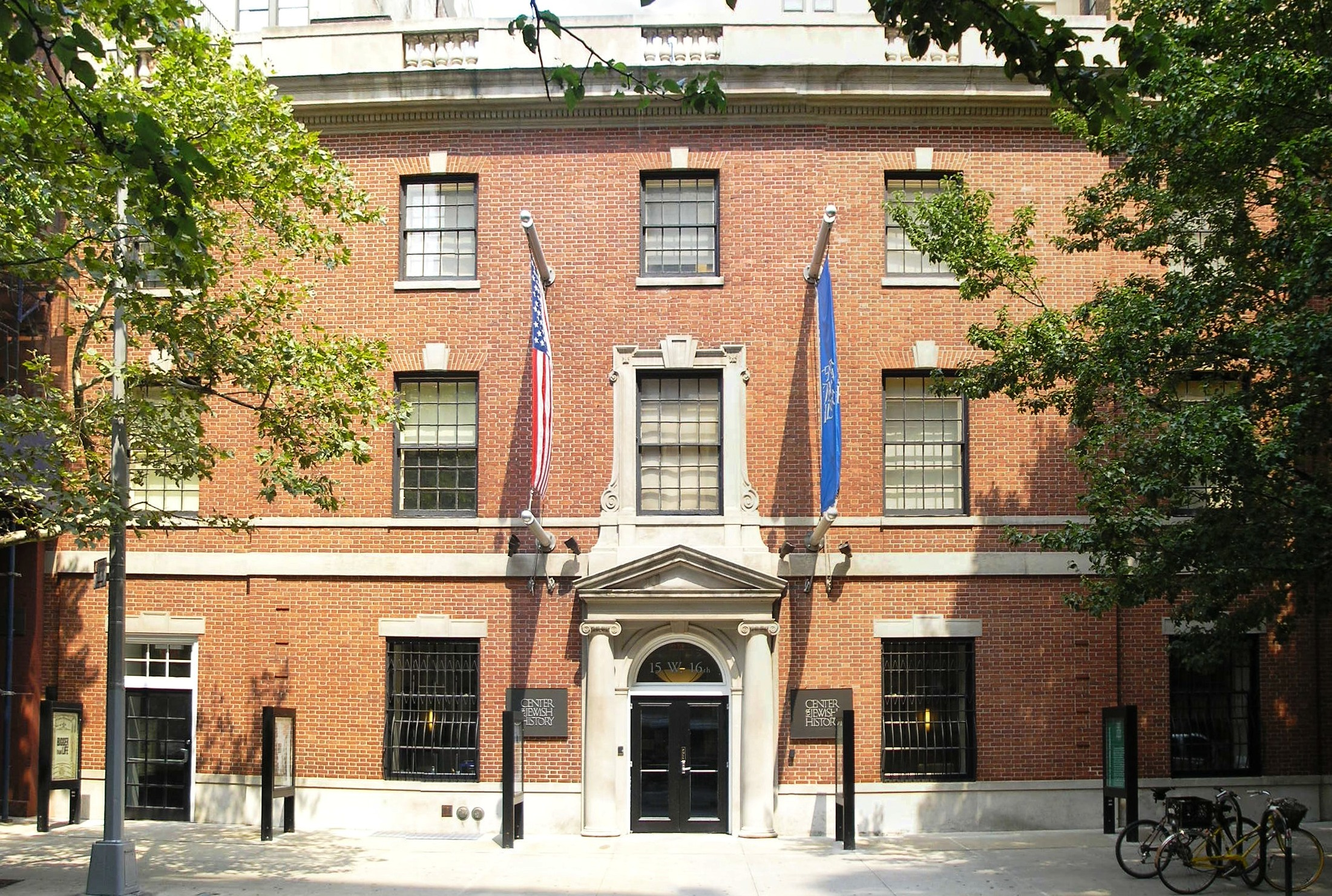
Leo Baeck Institute, New York